# لیک جورج (کلرادو)
لیک جورج (به انگلیسی: Lake George) یک منطقهٔ مسکونی در ایالات متحده آمریکا است که در شهرستان پارک، کلرادو واقع شده‌است. لیک جورج ۲٬۴۳۶ متر بالاتر از سطح دریا واقع شده‌است.